# Beavertown (Pensilvania)
Beavertown es un borough ubicado en el condado de Snyder en el estado estadounidense de Pensilvania. En el año 2000 tenía una población de 870 habitantes y una densidad poblacional de 436.2 personas por km².

## Geografía
Beavertown se encuentra ubicado en las coordenadas 40°45′13″N 77°10′08″O / 40.75361, -77.16889.

## Demografía
Según la Oficina del Censo en 2000 los ingresos medios por hogar en la localidad eran de $36,146 y los ingresos medios por familia eran $43,088. Los hombres tenían unos ingresos medios de $30,515 frente a los $20,952 para las mujeres. La renta per cápita para la localidad era de $16,792. Alrededor del 6.4% de la población estaba por debajo del umbral de pobreza.